# Leo Gámez
Leo Gámez est un boxeur vénézuélien né le 8 août 1963 à Guarico.

## Carrière
Il remporte au cours de sa carrière le titre de champion du monde WBA dans 4 catégories différentes: en poids pailles (en 1988 et 1989), mi mouches (de 1993 à 1995), poids mouches (1999) et super mouches (en 2000 et 2001).
Gámez annonce sa retraite sportive en 2006 après sa défaite pour le titre de champion WBA par intérim des poids coqs face à Poonsawat Kratingdaenggym.

## Référence
1. ↑  (en) Poonsawat Kratingdaenggym vs. Leo Gámez (boxrec.com)